# Flogging Molly
I Flogging Molly sono un gruppo celtic punk di origine irlandese formatosi nel 1997 a Los Angeles, California, USA. Il nome del gruppo deriva da Molly Malone, un pub irlandese di Los Angeles intitolato alla figura di Molly Malone.

## Storia
Nei tardi anni novanta il cantante Dave King incontrò il chitarrista Tedd Hutt, il bassista Jeff Peters (entrambi dal gruppo Reach Around), la violinista Bridget Regan, il batterista George Schmidt e il mandolinista Toby McCallum e insieme decisero di fondare i Flogging Molly. Nel 1997 produssero il loro primo album live, Alive Behind the Green Door.
Poco tempo dopo Hutt e Peters lasciarono i Flogging per dedicarsi esclusivamente alla loro band che aveva appena ricevuto un'importante offerta discografica, insieme lasciò anche McCallum, così Dave King e Bridget Regan iniziarono a cercare nuovi membri per il gruppo e, uno dopo l'altro, ne entrarono a far parte Dennis Casey (chitarrista), Matt Hensley (fisarmonica), Bob Schmidt (mandolino, banjo)  e Nathen Maxwell (basso). Per l'album del 2000, Swagger, entrò temporaneamente come co-compositore e alla chitarra elettrica John Donovan, oggi noto anche come attore col nome di John Troy Donovan.
In seguito vennero messi sotto contratto dalla SideOneDummy Records dopo l'ottima impressione data ai proprietari dell'etichetta discografica, che assistevano a uno dei loro concerti.
All'inizio del 2007 Matt Hensley (accordion, concertina) lascia il gruppo per dedicare più tempo alla sua famiglia, decide poi di ritornare agli inizi del 2008.
Il 2 marzo 2010 pubblicheranno Live at the Greek Theatre, doppio album e DVD dal vivo registrato il 12 settembre 2009 a Los Angeles.
I Flogging Molly sono uno dei gruppi di folk punk di maggior successo al mondo, avendo venduto oltre un milione e mezzo di copie dei loro album. Hanno partecipato a più edizioni del Vans Warped Tour, del Larry Kirwan's American Fléadh Festival e hanno contribuito al progetto Rock Against Bush partecipando al Volume 2.
La loro musica è influenzata da gruppi come i Pogues, i The Dubliners e Stiff Little Fingers, ma anche dal sound di leggende come Johnny Cash. Essa presenta moltissimi riferimenti alla musica popolare irlandese, svariando da travolgenti brani di punk rock come Salty Dog e Seven Deadly Sins a ballate come What's Left of the Flag, Drunken Lullabies, e Rebels of the Sacred Heart, fino a comprendere malinconici brani come Far Away Boys, The Sun Never Shines (On Closed Doors), e Death Valley Queen.

## Discografia

### Album di studio
- 2000 - Swagger
- 2002 - Drunken Lullabies
- 2004 - Within a Mile of Home
- 2008 - Float
- 2011 - Speed of Darkness
- 2017 - Life Is Good
- 2022 - Anthem

### Album dal vivo
- 1997 - Alive Behind the Green Door
- 2010 - Live at the Greek Theatre [2CD+DVD]

### Raccolte
- 2006 - Whiskey on a Sunday

### EP
- 2007 - Complete Control Sessions

### Singoli
| Anno | Titolo                                         | US Alt. | Album                       |
| ---- | ---------------------------------------------- | ------- | --------------------------- |
| 1999 | Salty Dog                                      | —       | Swagger                     |
| 2008 | Float                                          | 40      | Float                       |
| 2008 | Requiem for a Dying Song                       | 35      | Float                       |
| 2010 | Devil's Dance Floor                            | —       | Float                       |
| 2010 | The Seven Deadly Sins/(No More) Paddy's Lament | —       | Within a Mile of Home/Float |
| 2011 | Don't Shut 'Em Down                            | 39      | Speed of Darkness           |
| 2011 | Revolution                                     | —       | Speed of Darkness           |
| 2011 | Saints & Sinners                               | —       | Speed of Darkness           |
| 2017 | Welcome to Adamstown                           | —       | Life is good                |

### Apparizioni in compilation
- 2000 - World Warped III Live
- 2001 - Warped Tour 2001 Tour Compilation
- 2002 - Warped Tour 2002 Tour Compilation
- 2004 - Warped Tour 2004 Tour Compilation
- 2005 - Warped Tour 2005 Tour Compilation
- 2006 - Warped Tour 2006 Tour Compilation
- 2007 - Think Punk Vol. 1
- 2008 - Warped Tour 2008 Tour Compilation
- 2009 - Warped Tour 2009 Tour Compilation

## Formazione

### Formazione attuale
- Dave King - voce, chitarra acustica, bodhrán, banjo, cucchiaio, cori (1997-oggi)
- Bridget Regan - fiddle, tin whistle, uilleann pipes, cori (1997-oggi)
- Dennis Casey - chitarra elettrica, cori (1997-oggi)
- Nathen Maxwell - basso, voce (1997-oggi)
- Mike Alonso - batteria, percussioni, bodhrán (-oggi)
- Matt Hensley - fisarmonica, concertina (1997-2007; 2008-oggi)
- Spencer Swain - mandolino, banjo, cori (2018-oggi)

### Ex componenti
- Tedd Hutt - chitarra
- Jeff Peters - basso
- Toby McCallum - mandolino
- Bob Schmidt - mandolino, mandola, banjo, bouzouki, cori